# Larissa Wilson
Larissa Hope Wilson (Kingswood,  5 mei 1989) is een Engelse actrice. Ze is bekend dankzij haar rol als Jal Fazer in het Britse tienerdrama Skins.

## Filmografie
| Film      | Film              | Film            | Film           |
| Jaar      | Film              | Rol             | Opmerkingen    |
| --------- | ----------------- | --------------- | -------------- |
| 2009      | Tormented         | Khalillah       |                |
| Televisie |                   |                 |                |
| Jaar      | Film              | Rol             | Opmerkingen    |
| 2007-2008 | Skins             | Jal Fazer       | Seizoen 1-2    |
| 2008      | Holby City        | Rebecca Webster | 2 afleveringen |
| 2009      | Kingdom           | Donna           | 1 aflevering   |
| 2011      | Sparticle Mystery | Anita           | 2 aflevering   |
| 2014      | Suspects          | Kelly Freeman   | 2 aflevering   |

- Library of Congress Control Number: no2009102230
- SNAC: w6g486fw
- Virtual International Authority File: 91117880
- WorldCat: E39PBJwhvg93KhVyD4yqpPGT73